# Gos rater valencià
Gos rater valencià (ratonero valenciano) är en hundras från regionen Valencia i Spanien. Det är en terrier som tidigast omnämndes på 1600-talet. Dess traditionella användningsområde är som gårdshund för att hålla efter skadedjur men även som jakthund för vattensork, kanin och mullvad. Rasen visades på hundutställning i staden Valencia första gången 1994. Den spanska kennelklubben Real Sociedad Canina en España (RSCE) gav rasen nationellt erkännande år 2004 och FCI år 2022.
Den vanligaste färgen är trefärgad.